# Hans Böhmcker

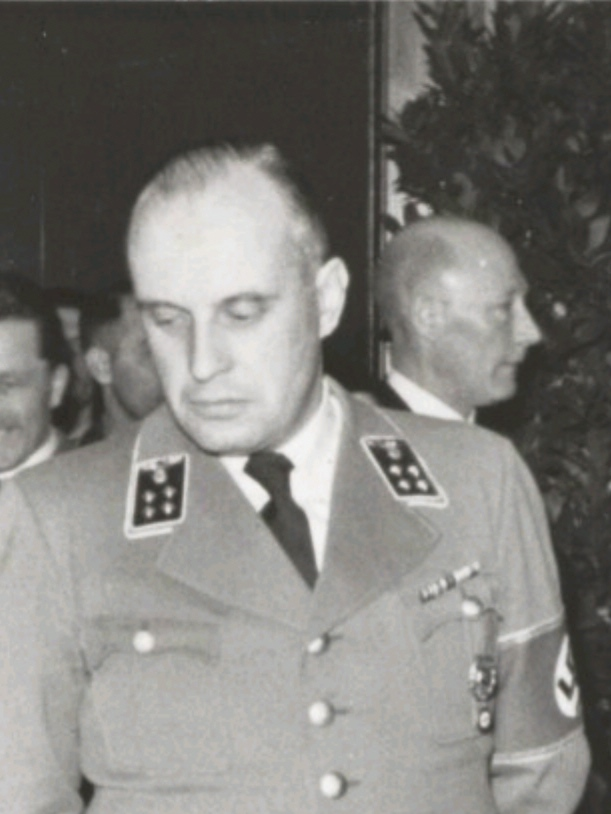
Hans Böhmcker in 1942 bij de opening van een tentoonstelling in het Rijksmuseum

Hans Böhmcker (Bad Schwartau, 6 november 1899  - 18 oktober 1942) was een nationaalsocialistische senator in Lübeck en onder de Rijkscommissaris voor het bezet Nederland Arthur Seyss-Inquart vertegenwoordiger van het Duitse Rijk voor Amsterdam.
Böhmcker was een zoon van een advocaat in de buurt van Lübeck. De latere nationaalsocialistische burgemeester van Bremen, Johann Heinrich Böhmcker, was zijn neef. Na de Eerste Wereldoorlog studeerde hij rechten aan de Georg-August-universiteit en was lid van het Korps Brunsviga Göttingen.
Hij studeerde af als jurist en werd vervolgens rechter in Lübeck. Begin 1933 werd hij lid van de NSDAP en op 8 juni 1933 werd hij benoemd tot senator van Justitie. 

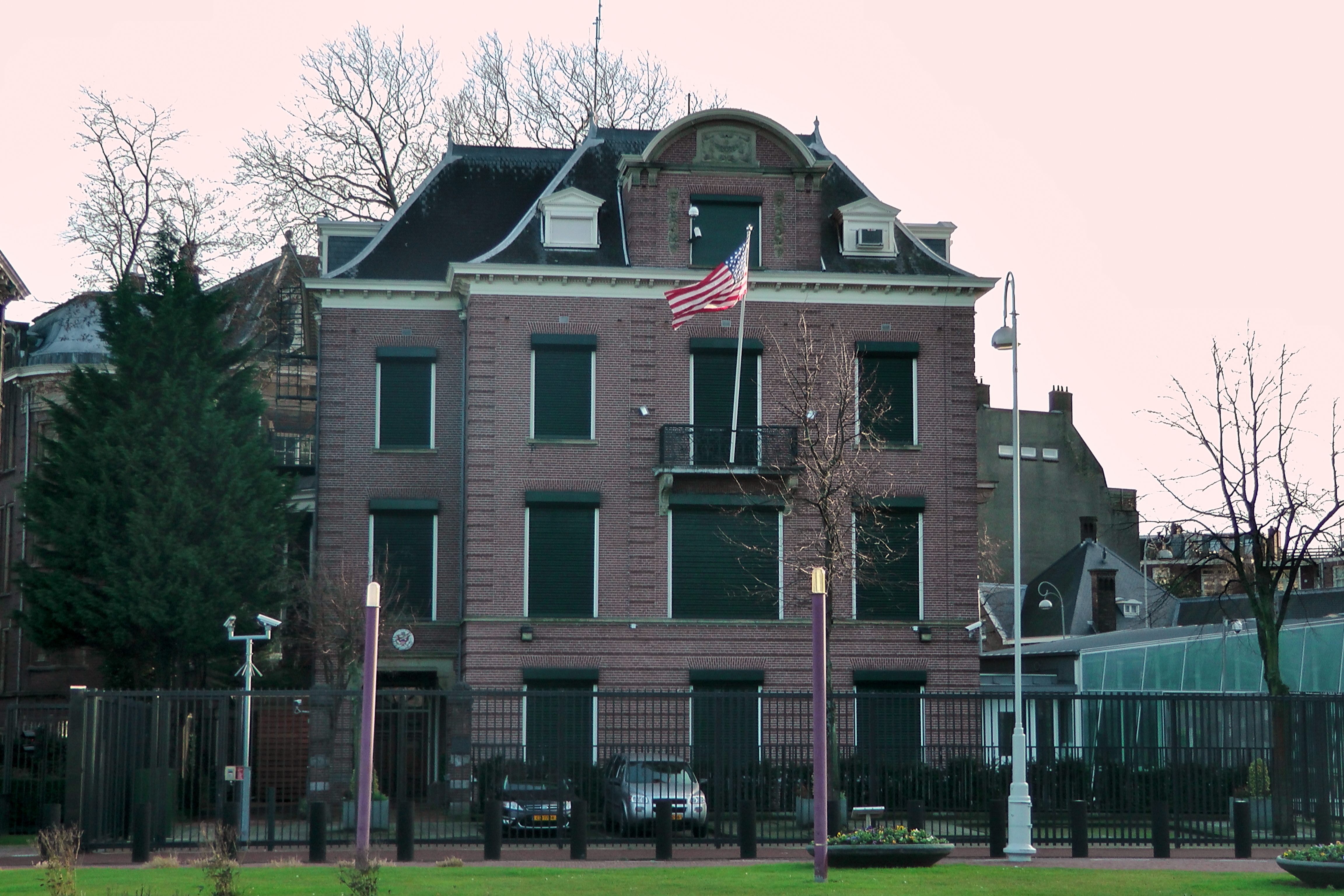
Het voormalige kantoor van Böhmcker aan het Museumplein in Amsterdam, tegenwoordig het consulaat van de Verenigde Staten

Van 1940 tot 1942 werkte Böhmcker onder de Rijkscommissaris voor Nederland Seyss-Inquart. Böhmcker trad op als vertegenwoordiger van het Duitse Rijk voor de stad Amsterdam. Zijn kantoor was het gebouw waarin nu het Consulaat-Generaal van de Verenigde Staten gehuisvest is. Böhmcker was verantwoordelijk voor de uitvoering van alle anti-Joodse maatregelen in het kader van het Joods vraagstuk. Hij implementeerde ook de registratie van de Joden en beval op 12 februari 1941 de oprichting van de Joodse Raad voor Amsterdam. Op 2 oktober 1941 schreef Böhmcker aan zijn superieur Seyss-Inquart: "Dankzij de verordening 6/41, hebben we nu alle Nederlandse joden in de zak." In september 1941 waren 140.000 Joden geregistreerd. Böhmcker werd echter nog voor de eerste structurele deportaties van Joden in Nederland in juli 1942 teruggeroepen om in Lübeck burgemeester te worden. Na een rel over corruptie - zijn vrouw had gelden ontvreemd van de nazi-instelling NSV toen hij in Nederland werkzaam was - pleegde hij in oktober 1942 zelfmoord.